# Выступ гортани

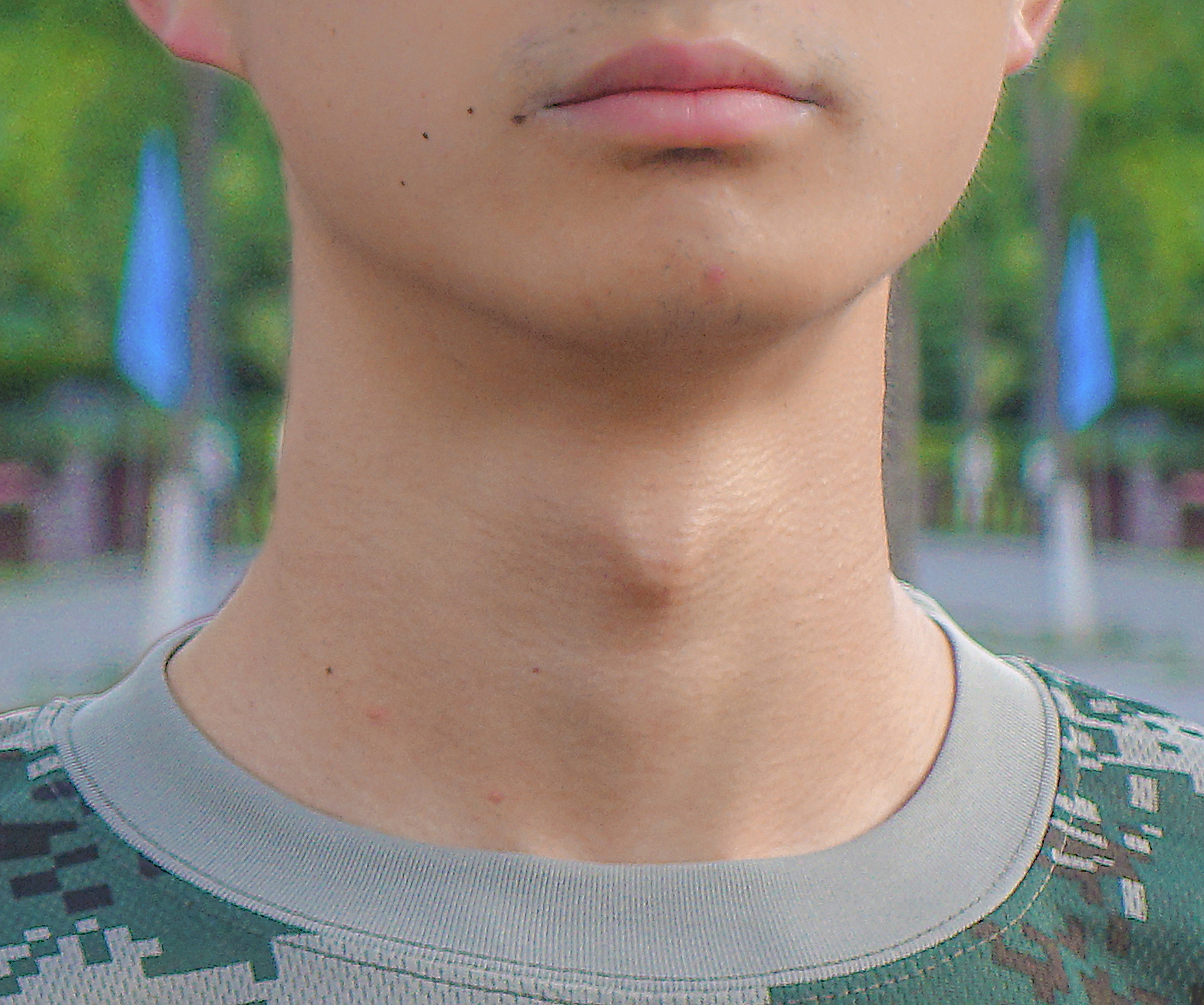
Выступ гортани мужчины

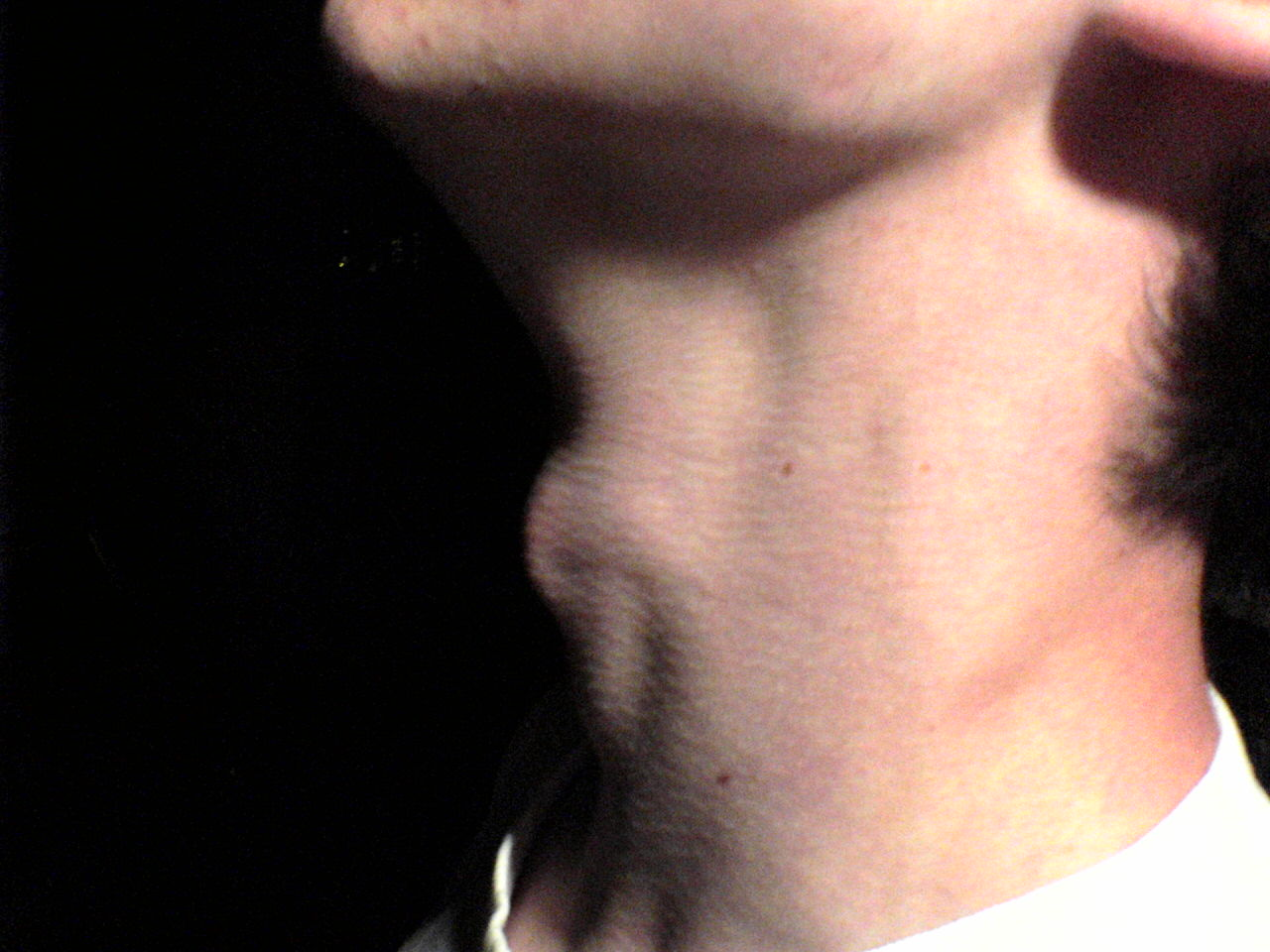
Выступ гортани мужчины

Вы́ступ горта́ни (кады́к, устар. «ада́мово яблоко»; лат. prominentia laryngea) — передне-верхняя часть щитовидного хряща, выступающая на передней поверхности шеи, преимущественно у мужчин.
Название «кадык» происходит от тюркского «твёрдый, крепкий, выступающий» и относится только к мужчинам.
Устаревшее название «адамово яблоко» связано с библейской историей о том, как Адам вкусил запретный плод с «древа познания добра и зла». Подразумевается, что плод застрял у Адама в горле. Поэтому иногда упоминается как символ грехопадения.
Выступ гортани образован двумя пластинками щитовидного хряща, угол между которыми больше у женщин и детей, меньше у мужчин (в связи с чем у мужчин выступ гортани более выражен).

## Хирургия
Косметическая операция, направленная на уменьшение размера выступа гортани, называется хондроларингопластика (щитовидная хондропластика). Хондроларингопластика может применяться трансгендерными женщинами в процессе трансгендерного перехода.

Анатомия гортани
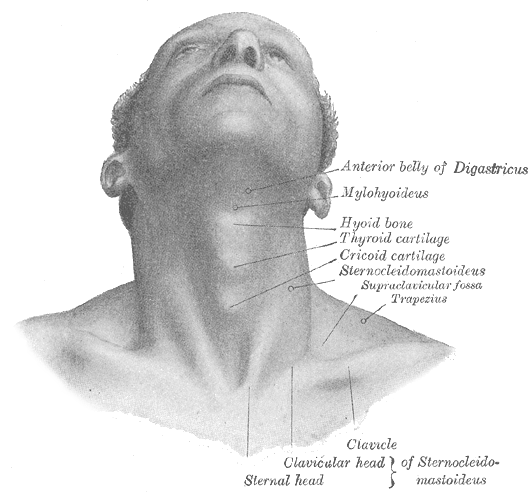
Шея, вид спереди